# Вечерний Луганск
«Вечерний Луганск» (укр. Вечірній Луганськ) — луганський обласний суспільно-політичний щотижневик. Розповсюджується по всій території Луганської області. Виходить щотижня.